# Roy Harte
Roy Harte (27 de mayo de 1924, Bensonhurst, Brooklyn- 26 de octubre de 2003, Los Ángeles, California) fue un baterista estadounidense de jazz.
A los quince años, Harte ya tocaba profesionalmente con bandas de su zona natal, actuando con Muggsy Spanier y Dizzy Gillespie mientras iba a la escuela superior. En los años 1940, tocó con Vido Musso y Stan Kenton, entre otros, siendo seleccionado usualmente en los polls de la revista Down Beat, entre los diez mejores baterías. En 1947, se traslada a California, convirtiéndose, durante los años 1950, en uno de los baterías más considerados dentro de ls escena de la Costa Oeste, participando además en la consolidación del sello Pacific Records. Formó sección rítmica estable con  Harry Babasin y colaboró activamente en el desarrollo del jazz bossa, junto a Laurindo Almeida. A partir de los años 1960, Harte se dedicó preferentemente a la enseñanza, impartiendo numerosos clinics.